# 巨勢清野
巨勢 清野（こせ の きよの）は、平安時代初期の貴族。官位は正五位上・右衛門佐。

## 経歴
弘仁3年（812年）従五位下・右兵衛佐に叙任され、弘仁5年（814年）右衛門佐に転じる。弘仁7年12月（817年1月）に父と想定される中納言・巨勢野足が没して以降、嵯峨朝では清野の叙位任官の記録がない。
天長2年（825年）13年ぶりに昇叙され従五位上になると、天長5年（828年）正五位下、天長6年（829年）正五位上と淳和朝では順調に昇進している。

## 官歴
『日本後紀』による。
- 時期不詳：正六位上
- 弘仁3年（812年） 正月7日：従五位下。正月12日：右兵衛佐
- 弘仁5年（814年） 7月1日：右衛門佐
- 天長2年（825年） 正月4日：従五位上
- 天長5年（828年） 正月7日：正五位下
- 天長6年（829年） 正月7日：正五位上